# Bandeira de Alagoas
A Bandeira do Estado de Alagoas é um dos símbolos oficias do estado brasileiro de Alagoas.

## História
Foi criada por meio da Lei Estadual n.º 2.628, de 23 de setembro de 1963. O brasão simboliza as primeiras cidades alagoanas, Porto Calvo e Penedo, bem como suas riquezas agrícolas: a cana-de-açúcar e o algodão. As cores das faixas (vermelho, branco e azul), representam as tradições populares presente em Alagoas e o branco sendo a neutralidade entre elas. A ordem das cores servem para, não só diferenciar do tricolore francês, mas também para obedecer à colocação das cores nos pastoris populares.

## Descrição vexilológica
Os escudos representativos das três vilas formadoras do Estado, as vilas de Alagoas (atual Marechal Deodoro), Porto Calvo e Penedo, possuem também uma significação histórica e ao mesmo tempo geográfica e cultural.
Os três peixes tainhas postas em pala, isto é, uma por sobre a outra, representam as três principais e maiores lagoas da então povoação: a Lagoa Mundaú ou do Norte, a Lagoa Manguaba ou do Sul e a Lagoa de Jequiá, que fica isolada mais ao sul do estado próxima ao município de Barra de São Miguel. Representam igualmente uma das maiores riquezas da região: a pesca. Os ramalhetes verdes do brasão inserido na bandeira representam outras principais fontes de riquezas do estado: as culturas da cana-de-açúcar e do algodão.
A estrela de prata de cinco pontas — posta no alto do escudo como timbre — é uma tradição da heráldica brasileira onde faz referência a uma das estrelas que estão no brasão e na bandeira do Brasil. Seu significado simbólico faz referência ao hino de Alagoas, demonstrando o estado como uma "estrela radiosa que reluz ao sorrir das manhãs...", e quer dizer também que Alagoas é uma das unidades da Federação Brasileira.

Bandeira não oficial da Província de Alagoas.
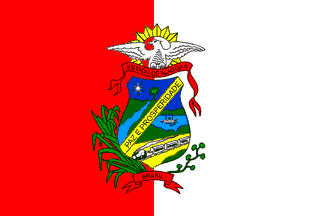
Antiga bandeira do estado de Alagoas (1894 - 1963)